# Chionaspis linderae
Chionaspis linderae är en insektsart som beskrevs av Takahashi 1952. Chionaspis linderae ingår i släktet Chionaspis och familjen pansarsköldlöss. Inga underarter finns listade i Catalogue of Life.